# Pigniu
Pigniu (tot 1934 officieel in het Duits Panix; tot 1984 officieel Pigniu/Panix; Italiaans (verouderd): Pignono) is een plaats en voormalige gemeente in het Zwitserse kanton Graubünden, behorend tot de gemeente Ilanz/Glion. Het telde eind 2013 als afzonderlijke gemeente 26 inwoners. In 2014 hield de gemeente Pigniu, die tot 1984 Pigniu/Panix heette, op te bestaan.
- Gemeinsame Normdatei: 4075838-2
- Historisch woordenboek van Zwitserland: 001467
- Virtual International Authority File: 239004515
- WorldCat: E39PBJfx7qbwrQHTKJgWvQyGHC